# 청리역
청리역(Cheongni station, 靑里驛)은 경상북도 상주시 청리면 원장리에 위치한 경북선의 철도역이다.

## 연혁
- 1924년 10월 1일 : 간이역으로 영업 개시[1]
- 1927년 8월 1일 : 보통역으로 승격[2]
- 1978년 6월 16일 : 역사신축 착공
- 1978년 10월 6일 : 역사신축 준공
- 1991년 9월 1일 : 수소화물 취급 중지[3]
- 1994년 1월 11일 : 화물 취급 중지[4]
- 2013년 11월 1일 : 간이역 격하
- 2016년 6월 5일 : 무인화
- 2019년 1월 1일 : 경북선 열차편 개편에 따라 무궁화호 일 왕복5회 정차로 증설 운행

### 승강장
| ↑상주     |
| 승강장 \| |
| 옥산↓     |

| 승강장 | 경북선 | 무궁화호 | 김천▪영주 방면 |

## 인접한 역
| 경북선         | 경북선          | 경북선         |
| -------------- | --------------- | -------------- |
| 상주 영주 방면 | 무궁화호 경북선 | 옥산 김천 방면 |